# Winchester (Wyoming)
Winchester is een plaats (census-designated place) in de Amerikaanse staat Wyoming, en valt bestuurlijk gezien onder Washakie County.

## Demografie
Bij de volkstelling in 2000 werd het aantal inwoners vastgesteld op 60.

## Geografie
Volgens het United States Census Bureau beslaat de plaats een oppervlakte van 14,8 km², waarvan 14,2 km² land en 0,6 km² water.

## Plaatsen in de nabije omgeving
De onderstaande figuur toont nabijgelegen plaatsen in een straal van 68 km rond Winchester.